# Aaron Draper Shattuck

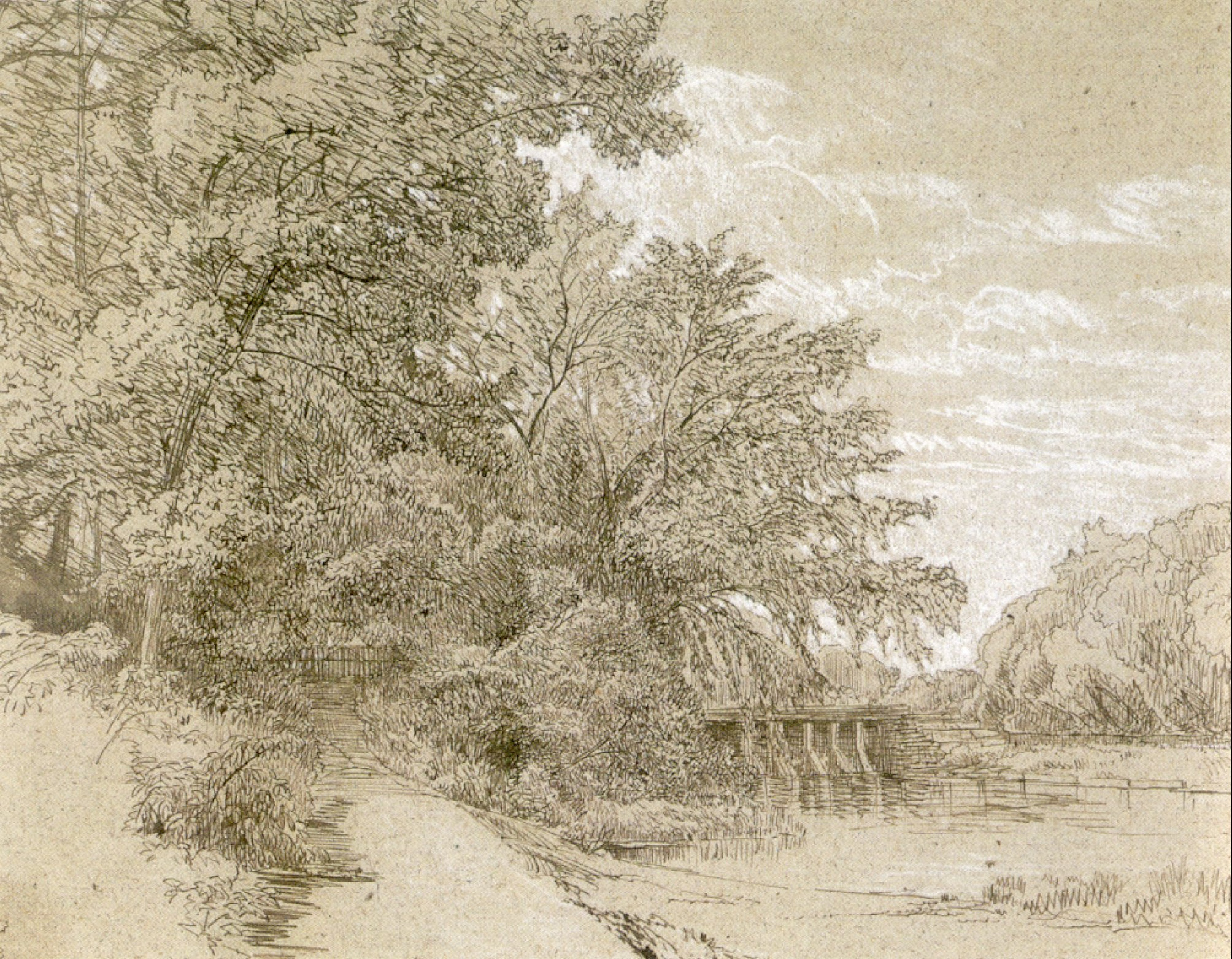
Tariffville, Connecticut, Farmington River, Aaron Draper Shattuck tinta fehér kiemeléssel, 1867, Honolulu Művészeti Múzeum

Aaron Draper Shattuck (Francestown, New Hampshire, 1832. március 9. –  Granby, Connecticut, 1928. július 30.) a White Mountain School amerikai festője. Francestownban, New Hampshire-ben született. A polgárháború alatt nőtt fel. Testvéreivel/kollégáival jelentős kreativitásukkal és fantáziájukkal segítették az északiak erőfeszítéseit propagandaalkotással. A Hudson River Schoolhoz kötődő második generációs művész, Shattuck abban különbözött a legtöbb kortársától, hogy soha nem tanult külföldön, és úgy tűnik, egész életét New Englandben töltötte.
Shattuck portréfestészetet tanult Alexander Ransomnál Bostonban 1851-ben, 1852-ben pedig a New York-i National Academy of Design hallgatója volt. 1854-ben festett először a New Hampshire-i White Mountainsben. A következő évben állított ki először a Nemzeti Akadémián és a Boston Athenaeumban is. 1856-ban a Nemzeti Akadémia munkatársává választották, 1861-ben pedig teljes jogú akadémikussá választották.
1856 és 1870 között Shattuck a New York-i Tenth Street stúdióépületben dolgozott. 1860-ban feleségül vette Marian Colmant, Samuel Colman nővérét. 1879-ben West Granby-be költözött, Connecticut államba, ahol festményei a farmjára és annak állataira összpontosítottak. 1883-ban feltalált egy vászon hordágykulcsot, amelyet a kor művészei használtak, és amely hozzájárult Shattuck jelentős gazdagságához.
1888-ban Shattuck súlyos betegségben szenvedett, ami után abbahagyta a festést. Felgyógyulása után egyéb mezőgazdasági és alkotói tevékenységet folytatott, birkát tenyésztett, almaoltványokkal kísérletezett és hegedűt készített. 1928-ban, 96 éves korában bekövetkezett halála előtt ő volt a National Academy of Design legidősebb élő tagja.

## Fordítás
- Ez a szócikk részben vagy egészben  az   Aaron Draper Shattuck című angol Wikipédia-szócikk fordításán alapul.  Az eredeti cikk szerkesztőit annak laptörténete sorolja fel. Ez a jelzés csupán a megfogalmazás eredetét és a szerzői jogokat jelzi, nem szolgál a cikkben szereplő információk forrásmegjelöléseként.